# ZNF707
ZNF707‏ (Zinc finger protein 707) هوَ بروتين يُشَفر بواسطة جين ZNF707 في الإنسان.